# Боуайер, Уильям
Уильям Боуайер (англ. William Bowyer; 25 мая 1926 года — 1 марта 2015 года) — английский портретный и ландшафтный живописец, работавший в традиционной манере живописи.

## Жизнь и творчество
Боуайер Уильям родился в местечке ЛИК (Leek) в Стаффордшире. Учился живописи в Бурслемской школе искусств и в Королевском колледже искусств в Лондоне, где его наставниками были Раскин Спир и Карел Уэйт.
В 1963 году он был удостоен художественной премии Лондонского Сити. В 1971—1982 годах был главой отдела изобразительных искусств в Мейдстонском колледже искусств. В 1988 году Национальная портретная галерея приобрела его портрет лидера шахтёрского профсоюза Артура Скаргилла и игрока в крикет Вивиана Ричардса. В том же году Марилебонский крикетный клуб) заказал ему полотно, изображающее игру в честь двухсотлетия стадиона Lord’s Cricket Ground.
Боуайер Уильям постоянно выставлял картины на групповых выставках, на летней выставке Королевской академии. Первая ретроспектива его работ была выставлена в 1983 году в галерее Messum.
Художник работал в «современно-традиционном» стиле фигуративной живописи. Сильное влияние на него оказали работы художников Джона констебля и М. У. Тернера. Его пейзажи изображают виды Темзы и побережье Саффолка. Его любовь к крикету также отражена в его картинах.
В 1973 году Боуайер был избран ассоциированным членом Королевской академии художеств (Royal Academy of Arts, ARA), а в 1981 году — её постоянным членом (RA). Был также членом Королевского общества акварелистов и Королевского общества портретистов. Он был Заслуженным секретарем (Президентом) в Новом английском художественном клубе в течение 30 лет.
Работы художника находятся в художественных коллекциях, в том числе в Королевской академии искусств, художественной галерее Ванкувера, в галерее Хаффмана и Бойл в Канаде, Нью-Джерси, в Музее крикета (Lord’s Cricket Ground) и в коллекции Принца Уэльского.
Он является отцом и наставником художников Джейсона и Фрэнсиса Боуайеров. Проживал Боуайер в Лондоне и Уолберсвике (Саффолк). Скончался 1 марта 2015 года.